# Sukhoj Su-30MKI
Sukhoj Su-30 MKI (Modernised-Commercial-Indiski) er et jagerfly, der er en variant af Sukhoi Su-30. Su-30 MKI er udviklet specielt til Det Indiske Luftvåben. Varianten har franske, israelske og indiske komponenter. MKI varianten er meget mere avanceret end basismodellerne K og MK og anses for at være et 4.5-generationsjagerfly. 